# Alex Baumann (piloto de bobsleigh)
Alex Baumann (Herisau, 9 de marzo de 1985) es un deportista suizo que compitió en bobsleigh en las modalidades doble y cuádruple.
Participó en los Juegos Olímpicos de Sochi 2014, obteniendo una medalla de oro en la prueba doble (junto con Beat Hefti), y el séptimo lugar en la cuádruple.
Ganó una medalla de bronce en el Campeonato Mundial de Bobsleigh de 2016 y cuatro medallas en el Campeonato Europeo de Bobsleigh entre los años 2013 y 2016.

## Palmarés internacional
| Juegos Olímpicos   | Juegos Olímpicos     | Juegos Olímpicos  | Juegos Olímpicos |
| Año                | Lugar                | Medalla           | Prueba           |
| ------------------ | -------------------- | ----------------- | ---------------- |
| 2014               | Sochi (Rusia)        | Medalla de oro    | Doble            |
| Campeonato Mundial |                      |                   |                  |
| Año                | Lugar                | Medalla           | Prueba           |
| 2016               | Igls (Austria)       | Medalla de bronce | Doble            |
| Campeonato Europeo |                      |                   |                  |
| Año                | Lugar                | Medalla           | Prueba           |
| 2013               | Igls (Austria)       | Medalla de plata  | Cuádruple        |
| 2014               | Königssee (Alemania) | Medalla de oro    | Doble            |
| 2014               | Königssee (Alemania) | Medalla de oro    | Cuádruple        |
| 2016               | Sankt Moritz (Suiza) | Medalla de oro    | Doble            |